# Emma Hartmann
Pour les articles homonymes, voir Hartmann.
Amalia Emma Sophie Hartmann, née Zinn le 22 août 1807 à Copenhague et morte le 6 mars 1851 dans la même ville, est une compositrice danoise qui publiait sa musique sous le pseudonyme de Frederik H. Palmer.

## Biographie
Emma Zinn naît à Copenhague dans une famille aisée de commerçants d’origine allemande. Son père, Johann Friedrich Zinn (1779-1838), avait repris l’entreprise de son propre père, Johann Ludvig Zinn. Emma grandit ainsi dans la vaste maison Zinn, en plein cœur de Copenhague et passe ses vacances dans le manoir familial de Tiselholt en Fionie. Elle étudie le chant et le piano avec le compositeur Andreas Peter Berggreen (da).
En 1829, Emma épouse le compositeur Johann Peter Emilius Hartmann. Bien que le couple eût dix enfants — dont plusieurs morts en bas âge — et qu'elle soit décédée elle-même à 43 ans seulement, elle laisse une belle collection de romances et mélodies, fort populaires en leur temps au Danemark. Elle écrit aussi diverses pièces pour piano. Ses œuvres seront publiées sous un pseudonyme car elle ne tenait pas, disait-elle, à la publicité «qui ne sert à personne». Leur réel auteur sera seulement révélé longtemps après son décès.

## Famille
Le couple Hartmann est entouré de musiciens. Leur fils aîné, Emil Hartmann, est compositeur, leur fille Sophie épouse le compositeur Niels Wilhelm Gade, et une autre fille, Clara, est mariée au pianiste et compositeur August Winding. Leur second fils Carl Hartmann est sculpteur mais a aussi composé. Deux cousines d'Emma, Julie et Agnes Scheuermann, habitent également dans la maison et seront elles-mêmes mères respectivement des compositeurs Asger Hamerik et C. F. E. Horneman.

## Personnalité
Emma Hartmann avait un caractère joyeux et non-conventionnel. Une amie disait d'elle que quand elle rencontrait Emma, c'était «comme prendre un verre de Schnaps spirituel». Les anecdotes à son propos abondent.
H. C. Andersen a consacré à Emma Hartmann quelques pages attachantes et amusantes dans ses mémoires, le Conte de ma vie (Mit Livs Eventyr, seconde édition de 1859) et Clara Schumann en donne également un portrait sympathique dans son Journal d’un couple (Ehetagebuecher).

## Œuvres
- Romances et chansons 1-V, 1849-1853 (11 chansons)
- Collection de romances et chansons (1892) (22 chansons)
- Diverses pièces pour piano
- Romances, chansons et pièces pour piano diverses restées manuscrites

## Galerie photographique

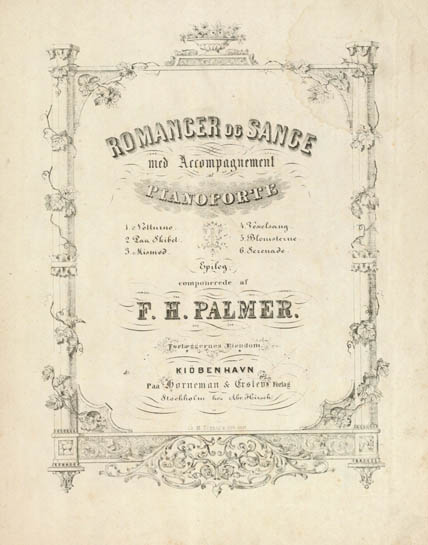